# Pterodecta
Pterodecta is een geslacht van vlinders van de familie Callidulidae, uit de onderfamilie Callidulinae.

## Soorten
- P. anchora Pagenstecher, 1887
- P. felderi (Bremer, 1864)